# Xã Reading, Quận Calhoun, Iowa
Xã Reading (tiếng Anh: Reading Township) là một xã thuộc quận Calhoun, tiểu bang Iowa, Hoa Kỳ. Năm 2010, dân số của xã này là 511 người.